# Accord de paix entre l'Arménie et l'Azerbaïdjan
 (8 août 2025).
L'accord de paix entre l'Arménie et l'Azerbaïdjan vise à mettre fin au conflit du Haut-Karabagh, qui dure depuis février 1988. Après de longues négociations, sa mise en œuvre commence en mars 2025 après que les républiques d'Arménie et d'Azerbaïdjan ont déclaré s'être mises d'accord sur tous les termes d'un futur accord de paix. 
Elle se poursuit le 8 août 2025 lorsque les deux anciennes républiques soviétiques signent à Washington un protocole d'accord conjointement avec les États-Unis. Ce document octroie aux États-Unis des droits exclusifs de développement du corridor de Zanguezour, appelé route Trump pour la paix et la prospérité internationales (TRIPP), pour les 99 prochaines années, dans le but de relier la république autonome de Nakhitchevan au reste de l'Azerbaïdjan sans point de contrôle à travers l'Arménie. Ce corridor permettra en outre le passage de personnes et de marchandises de l'Europe vers l'Azerbaïdjan et l'Asie centrale au sens large sans avoir à passer par la Russie ou l'Iran. Bien qu'il a salué les progrès en faveur de la paix entre les deux républiques, l'Iran affiche une position hostile à l'établissement du corridor, qui se trouve contre sa frontière.

## Contexte
Le conflit du Haut-Karabagh entre l'Azerbaïdjan et l'Arménie commence en 1988. L'Azerbaïdjan reprend le contrôle du territoire contesté et des régions environnantes en 2020 et 2023.
En octobre 2022, l'Union européenne annonce une mission civile en Arménie pour aider à la délimitation de la frontière entre l'Arménie et l'Azerbaïdjan. Cette mission vise à soutenir les négociations pacifiques, à fournir une aide technique pour le marquage des frontières et à promouvoir la stabilité dans la région dans un contexte de regain de tensions.
Le 13 mars 2025, il est annoncé que les deux parties se sont mises d'accord sur tous les termes de l'accord de paix. L'annonce est qualifiée d'« historique » par le secrétaire d'État américain Marco Rubio, tandis que la haute représentante de l'Union européenne, Kaja Kallas, la qualifie d'« étape décisive ».
Selon l'analyste politique Thomas de Waal, les progrès sont largement attribuables au Premier ministre arménien Nikol Pachinian, qui fait une série de concessions dans le but de parvenir à un accord. En outre, de Waal note que le président azerbaïdjanais Ilham Aliyev met rarement l'accent sur les avantages de la paix et continue d'exploiter le conflit avec l'Arménie pour consolider son leadership dans le pays.
Selon Thorniké Gordadzé, professeur à l'Institut d'études politiques de Paris et chercheur associé à l’Institut Jacques Delors, « pour la toute première fois, la Russie est complètement absente des médiations. Une blague régionale a longtemps dit : « Quel camp soutient la Russie au Karabakh ? La Russie soutient le conflit. » Moscou avait tout intérêt à perpétuer cette dispute, qui lui permettait de maintenir son influence ».
Par ailleurs, les relations entre la Russie et l'Azerbaïdjan se sont distendues notamment après l'incident du vol Azerbaijan Airlines 8243 en décembre 2024 puis l'arrestation et la mort de plusieurs ressortissants azerbaïdjanais à Iekaterinbourg.

## Protocole d'accord tripartite du 8 août 2025

### Signature
Le vendredi 8 août 2025, les États-Unis accueillent à la Maison-Blanche la cérémonie de signature d'un accord destiné à établir un corridor de transit stratégique entre l'Arménie et l'Azerbaïdjan. Le président américain Donald Trump, le Premier ministre arménien Nikol Pachinian et le président azerbaïdjanais Ilham Aliyev assistent à l'événement. Cet accord marque une percée clé dans le processus de paix. Cependant, la presse relève que « la nature contraignante de cet engagement n’est toutefois pas claire ».
L'Arménie accepte d'accorder aux États-Unis des droits spéciaux exclusifs de développement sur les terres du corridor de Zanguezour pendant 99 ans. Les États-Unis sous-loueront le terrain à un consortium qui développera des lignes ferroviaires, pétrolières, gazières et de fibre optique, et peut-être du transport d'électricité, le long du corridor de 43 km. Le corridor s'appellera la Route Trump pour la paix et la prospérité internationales (TRIPP),.
Selon les termes du document, les deux parties s'engagent « à cesser définitivement tout conflit, à ouvrir les relations commerciales et diplomatiques et à respecter la souveraineté et l’intégralité territoriale ». En contrepartie, les États-Unis lèvent « les restrictions pesant depuis plusieurs années sur la coopération militaire » avec l'Azerbaïdjan.
La signature de ce protocole constitue selon Bruxelles une « percée significative dans la résolution d’un différend qui perdure depuis des décennies ». Les autorités européennes ajoutent qu'« après la conclusion, en mars dernier, des négociations bilatérales sur le texte de l’accord, il s’agit d’une étape essentielle vers la normalisation complète des relations entre l’Arménie et l’Azerbaïdjan, fondée sur la reconnaissance mutuelle de la souveraineté, de l’intégrité territoriale et de l’inviolabilité des frontières, conformément à la Déclaration d’Almaty de 1991 ».

### Importance géopolitique
Un responsable américain déclare à Axios que l'objectif principal des États-Unis dans ce projet de développement est de réduire l'influence de l'Iran, de la Russie et de la Chine dans la région du Caucase du Sud. Le corridor permettra aux personnes et aux marchandises de voyager entre la Turquie et l'Azerbaïdjan et au-delà vers l'Asie centrale sans passer par l'Iran ou la Russie.
Le corridor reliera l'Azerbaïdjan à son exclave, le Nakhitchevan, qui en est distante de 32 kilomètres. Cette liaison renforcera les liens de l'Azerbaïdjan avec la Turquie en offrant une route directe. Pour respecter la souveraineté arménienne, le corridor sera régi par le droit arménien.
L'Iran menace de bloquer le projet de route Trump pour la paix et la prospérité internationales (TRIPP) en invoquant des problèmes de sécurité, bien qu'il salue l'accord de paix plus large entre l'Arménie et l'Azerbaïdjan.
Pour Thorniké Gordadzé, « C'est une solution qui arrange tout le monde, sauf les Russes et les Iraniens. Elle officialise en quelque sorte l'arrivée d'une présence américaine dans la région ».
Le quotidien Le Monde remarque cependant que « la question sensible du Haut-Karabakh n'a guère été évoquée vendredi à la Maison-Blanche. Cette région est reconnue internationalement comme faisant partie de l'Azerbaïdjan mais a été contrôlée pendant trois décennies par des séparatistes arméniens après une guerre qu'ils avaient remportée lors de la dislocation de l'Union soviétique, et qui avait provoqué l'exode de la quasi-totalité des Azéris qui l'habitait ».

## Traité de paix
L'importance de la signature du traité accord de paix proprement dit est rappelée par Paris à l'occasion de la signature du protocole du corridor de Zanguezour : « La signature et la ratification, dans les meilleurs délais, d’un traité de paix entre l'Arménie et l’Azerbaïdjan viendront parachever ce processus. Dans cette perspective, la France soutient l'appel conjoint des deux parties en faveur du démantèlement des structures du Groupe de Minsk de l'OSCE ».
Pour que le futur traité de paix puisse être signé, la presse relève que l'« Azerbaïdjan, qui constitue un obstacle majeur à la paix, exige que l'Arménie modifie sa constitution, qui, selon Bakou, revendique implicitement le territoire azerbaïdjanais ». Le premier ministre arménien Nikol Pachinian a évoqué un référendum mais aucune date n'est encore arrêtée.